# Чому існує світ?
«Чому існує світ? Екзистенційний детектив» (англ. Why Does the World Exist?: An Existential Detective Story) — науково-популярна філософська книга американського журналіста Джима Голта 2012 року. Вона потрапила у спискок бестселерів «Лос-Анджелес Таймс» останнього кварталу 2012 року та першого кварталу 2013 року. Книга також стала фіналістом Національної премії книжкових критиків 2012 року в номінації «Нехудожня література».
Українською мовою книга вийшла 2025 року у видавництві «Контур» у перекладі Павла Содомори.

## Огляд
Наріжним питанням, що розглядається у книзі, є «Чому існує щось, а не ніщо?», яке лежить у сфері між філософією та науковою космологією. Готфрід Вільгельм Лейбніц був першим, хто опублікував це питання в 1714 році. У своїй роботі Голт описує спробу відповісти на це запитання через низку інтерв'ю та дискусій з видатними мислителями його часу, зокрема Джоном Апдайком, Девідом Дойчем, Адольфом Грюнбаумом, Джоном Леслі, Дереком Парфітом, Роджером Пенроузом, Річардом Свінберном, Стівеном Вайнбергом і Андрієм Лінде. Автор знайомить читача з філософією математики, теологією, фізикою, онтологією, епістемологією та іншими вченнями.

## Відгуки
У книзі «Чому існує світ?» Джим Голт, елегантний та дотепний письменник, який почувається як удома в дивній інтерзоні проблеми між філософією та науковою космологією, вирушає на пошуки відповідей. Він черпає натхнення з читання Гайдеґґера та Сартра, а також з того, що одного разу Мартін Еміс сказав у телевізійному інтерв'ю: «Нам залишилося щонайменше п'ять Ейнштейнів, щоб відповісти на це запитання». … Голт нагадує нам, що жодне дослідження буття — особливо людського — не можна відокремити від людини, яка цим дослідженням займається, разом із її характером і грою настроїв. Апдайк відчував, що Всесвіт має «колір, тиху, але невтомну доброту, яку, здається, підтверджують речі у стані спокої, такі як цегляна стіна чи маленький камінь». Безумовно, це був настрій, навіть примха біохімії, але це також відкриває погляд на Всесвіт. Саме питання буття, як погоджуються Апдайк і Голт, може здаватися глибоким в одному настрої, порожнім в іншому.— Сара Бейквелл, Нью-Йорк таймс